# Гай Папірій Мазон
Гай Папірій Мазон (лат. Gaius Papirius Maso; ? — 213 до н. е.) — політичний, державний та військовий діяч Римської республіки, консул 231 року до н. е.

## Життєпис
Походив з патриціанського роду Папіріїв. Син Гая Папірія Мазона. Двоюрідний брат Гая Папірія Мазона, претора 218 року, з яким помер в один рік.
У 231 році до н. е. його обрано консулом разом з Марком Помпонієм Матоном. Під час своєї каденції придушив бунтівників на Корсиці. Втім римський сенат відмовив Мазону у праві на тріумф. Тоді він самочинно й за власний кошт справив його. Це був перший такий випадок, що поклав нову традицію. При цьому Папірій був у миртовому вінці замість лаврового.
Надалі увійшов до колегій квіндецемвірів та понтифіків. Помер у 213 році до н. е.

## Родина
- Папірія Мазонія, дружина Луція Емілія Павла Македонського